# Georges Delerue
Georges Delerue (Roubaix, Nord, França, 12 de març de 1925 - Los Angeles, Califòrnia, 20 de març de 1992) fou un compositor i director musical de cinema, autor de la música d'unes 350 pel·lícules i guanyador l'any 1979 de l'Oscar a la millor banda sonora per A Little Romance. El diari francès  Le Figaro el va nomenar "el Mozart del cinema".

## Biografia
Delerue va néixer el 12 de març de 1925 a Roubaix, França. És fill de Georges Delerue i Marie Lhoest. Va ser criat en una llar musical; el seu avi dirigia un grup coral aficionat i la seva mare cantava i tocava piano en reunions familiars. Va estudiar Bach, Mozart, Beethoven, Chopin i Grieg, i es va inspirar especialment en Richard Strauss. Després d'una llarga convalescència després de ser diagnosticat UNA escoliosi, Georges va decidir convertir-se en compositor.
Realitza els seus estudis al Conservatori de París sota la direcció de Darius Milhaud i Jean Rivier. El 1949, obté el Primer Premi de Composició així com el Primer Segon Gran Prix de Rome. El 1952, és nomenat compositor i director d'orquestra a la Radiodifusió francesa. Es va fer amic de Maurice Jarre i de Pierre Boulez.
Ha treballat per als millors escenògrafs francesos, en particular els de la Nouvelle vague (Le Mépris, La Nuit américaine, Le Dernier métro, etc.), per a la televisió i la ràdio (Jacquou le croquant, Les Rois maudits de 1972, Radioscopie de Jacques Chancel) i, el 1972, comença a treballar a Hollywood. Ha compost igualment la música de Platoon d'Oliver Stone (1986).
El 1984 es va casar per segon cop, amb Colette Delerue; tenia una filla, Claire, d'un matrimoni anterior. Georges Delerue va morir el 20 de març de 1992 per un atac de cor a Los Angeles als 67 anys, just després de gravar la darrera pista per a la banda sonora de Rich in Love. Està enterrat al Forest Lawn Memorial Park, a Glendale, Califòrnia.

## Filmografia seleccionada
- Man Trouble - (1992)
- Her Alibi - (1989)
- The Pick-Up Artist - (1987)
- Code Name: Dancer - (1987)
- Platoon - (1986)
- Josepha - (1982)
- A Little Sex - (1982)
- An Almost Perfect Affair - (1979)
- A Little Romance - (1979)
- Love on the Run - (1979)
- Julia - (1977)
- The Day of the Dolphin - (1973)
- The Day of the Jackal - (1973)
- Two English Girls - (1972)
- Malpertuis (1971)
- The Horsemen - (1971)
- Anna dels mil dies (Anne of the Thousand Days) - (1969)
- The Two of Us - (1968)
- Un home per a l'eternitat - (1966)
- Los pianos mecánicos - (1965)
- Contempt - (1964)
- Jules and Jim - (1962)
- Una absència tan llarga (1961p